# Église évangélique libre du canton de Vaud
L'Église évangélique libre du canton de Vaud, de tradition protestante, est née en 1845-1847. Une dissidence politique et spirituelle a alors entraîné une séparation de l’Église évangélique réformée du canton de Vaud (EERV), restée liée à l’État. En 1965, toutefois, EERV et Église libre fusionnent pour retrouver l’unité.

## Historique
Dans le cadre des grands courants religieux qui ont agité le XIXe siècle, Genève passe pour être le berceau du Réveil dans les pays de langue française. Henri Empeyta y crée en 1817 la première église « dissidente », dégagée de tout lien avec l’État. L’année 1821 marque l’éclosion du mouvement du Réveil dans le Canton de Vaud, où, cependant, une forte opposition politique et populaire se manifeste aussitôt sous l’influence notamment d’un pamphlet du pasteur Louis-Auguste Curtat qui dénonce les « conventicules ». Les « réveillés », qualifiés de « mômiers » par la population, sont traqués et persécutés, notamment à Aubonne en 1822, où certains sont même menacés de mort, d’autres expulsés du pays. En 1824, une loi cantonale interdit les réunions religieuses hors de l’Église officielle et tout prosélytisme est puni d’amende, de prison ou de bannissement (cette disposition sera abrogée dix ans plus tard, en 1834). Malgré tout, dès 1832, certains pasteurs organisent des réunions de prière à l’Oratoire de Mauborget à Lausanne.
Ces persécutions ne découragent pas les « réveillés », qui continuent à se réunir en cachette dans des maisons privées, parfois sous la houlette de pasteurs. Ils se retrouvent notamment au Désert, à Lausanne, dans la propriété de la famille Rivier, très engagée dans le mouvement et qui détient dans le quartier de Vallombreuse une maison de maître dont le nom est cependant sans rapport avec le Désert (protestantisme).

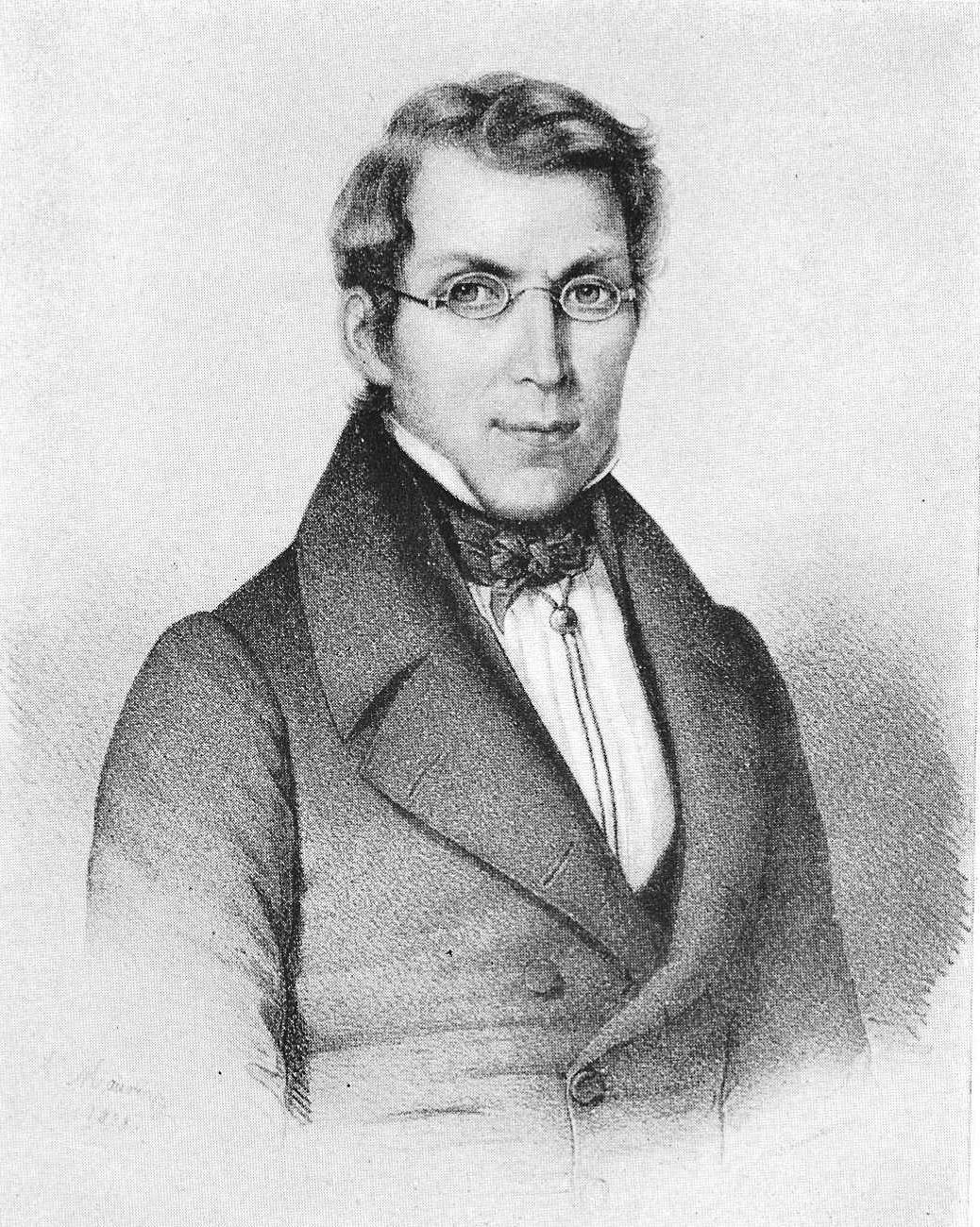
Alexandre Vinet, 1838.

Après la révolution libérale de 1830, et malgré l’émergence de la notion de liberté de culte dont Alexandre Vinet demande l’inscription dans la loi, le gouvernement cantonal persiste dans sa volonté de superviser l’Église. En 1839, une nouvelle loi ecclésiastique accentue même la pression, provoquant la démission d’un certain nombre de ministres du culte. Puis la révolution radicale de 1845 consacre un gouvernement dirigé par Henri Druey, anticlérical qui refuse toujours d’inscrire la liberté de culte dans la constitution. En juillet 1845, le Conseil d’État veut obliger les pasteurs à lire en chaire une proclamation recommandant aux citoyens de voter la nouvelle constitution vaudoise. Mais une quarantaine d’entre eux refusent, demandant aux préfets ou à leurs agents de procéder à cette lecture, tandis que certains quittent même momentanément le temple. Accusés d’insubordination, ils sont punis de trois mois de suspension.
En novembre 1845, plus de 180 pasteurs démissionnent dans l’espoir d’un revirement politique de la part du gouvernement. Mais il n’en est rien, et de nombreux ministres se retrouvent à la rue, en outre frappés d’opprobre par la majorité des fidèles qui ne comprennent guère leur mouvement. Animés cependant d’une foi inébranlable, ils s’organisent pour doter le canton de nouvelles structures religieuses, tandis que le pouvoir établi accuse une influence étrangère, notamment celle du méthodiste Agénor de Gasparin.
En novembre 1846, plusieurs communautés indépendantes existent déjà, se réunissant le plus souvent dans des maisons particulières. La même année, un synode regroupe la plupart des pasteurs démissionnaires en vue d’organiser une Église indépendante et en effet l’année suivante, lors de nouveaux débats tenus au «Désert», l’assemblée adopte, le 12 mars 1847, la Constitution de l’Église évangélique libre du canton de Vaud. L’Église libre regroupe alors trente-six communautés religieuses. Elles sont organisées selon le système presbytérien, qui accorde un rôle important aux laïques, ceux-ci assumant également la survie économique de la communauté.

## Les édifices religieux

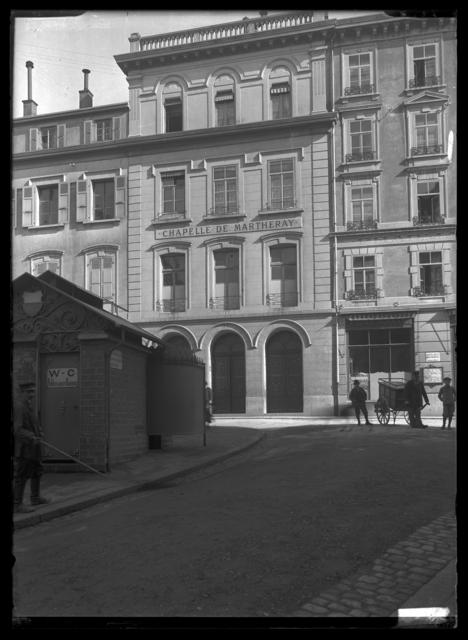
Chapelle de Marterey à Lausanne, 1862-1966.

L’Église libre a construit un grand nombre de lieux de culte. Ceux-ci sont édifiés le plus souvent d’après les plans des architectes Samuel Késer, Henri Verrey, et Jules-Louis Verrey, ainsi que plus tard Edmond Fatio.

## Faculté libre de théologie
Dès 1846 des cours de théologie sont dispensés notamment par Alexandre Vinet, Samuel Chappuis et Jean-Jacques Herzog. La Faculté de théologie libre, dans une ancienne brasserie à la rue du Valentin à Lausanne, puis à partir de 1864 dans le quartier du Maupas, dans un édifice construit tout exprès par l’architecte Jules-Louis Verrey grâce à un don du philanthrope et philhellène genevois Jean-Gabriel Eynard.

## Place des femmes dans l'Église
En 1931, le synode de cette église autorise les femmes à devenir pasteure. Il faut toutefois attendre 1935 pour que Lydia von Auw soit officiellement consacrée.

## Sources
- Fonds : Église évangélique libre du canton de Vaud (1813 - 2001 (principalement 1845-1966)) [84,20 mètres linéaires].  Cote : CH-000053-1 PP 516. Archives cantonales vaudoises (présentation en ligne).